# Ngọc Châu (người mẫu)
Nguyễn Thị Ngọc Châu (sinh ngày 6 tháng 12 năm 1994) là một nữ người mẫu kiêm nhân vật truyền hình người Việt Nam. Cô là người đạt các danh hiệu Quán quân của các cuộc thi Vietnam's Next Top Model 2016, Hoa hậu Siêu quốc gia Việt Nam 2018, Hoa hậu Siêu quốc gia Châu Á 2019 và Hoa hậu Hoàn vũ Việt Nam 2022. Với những thành tích kể trên, cô đại diện Việt Nam lọt Top 10 Hoa hậu Siêu quốc gia 2019 và dự thi Hoa hậu Hoàn vũ 2022.

## Tiểu sử
Nguyễn Thị Ngọc Châu sinh ngày 6 tháng 12 năm 1994 tại Tây Ninh, trong một gia đình có hoàn cảnh tương đối khó khăn khi cha cô mất sớm, để lại mẹ cô một mình nuôi ba người con. Từ nhỏ, Ngọc Châu đã có mong muốn trở thành một người mẫu chuyên nghiệp. Cô từng theo học chuyên ngành Công nghệ sinh học thuộc Trường Đại học Tôn Đức Thắng và sau đó theo học ngành Quan hệ công chúng của Trường Đại học Kinh tế - Tài chính Thành phố Hồ Chí Minh.

## Sự nghiệp người mẫu
Ngọc Châu sau một nửa chặng đường Vietnam's Next Top Model đã có những màn bứt phá về cuối. Tận dụng ưu điểm là gương mặt xinh xắn, hình thể tốt, biểu cảm đa dạng, Ngọc Châu trưởng thành dần qua các vòng thi. Đặc biệt, màn kết hợp cùng Angela Phương Trinh trong tập 10 chứng minh điều đó. Dù bị Phương Trinh dồn vào nhiều thế khó, Ngọc Châu vẫn thi tốt và là người chiến thắng. Đăng quang đêm chung kết Vietnam's Next Top Model vào tối ngày 2 tháng 10 năm 2016, cô trở thành quán quân mùa giải thứ 6 của chương trình với chủ đề Break The Rules.
Mật độ xuất hiện của Ngọc Châu vượt qua nhiều tên tuổi người mẫu đi trước khi liên tục trình diễn trong các show thời trang cá nhân của các nhà thiết kế nổi tiếng như: Đỗ Mạnh Cường, Chung Thanh Phong, Lê Thanh Hòa, Adrian Anh Tuấn, Hà Linh Thư, Phương My, Nguyễn Công Trí, Xuan Paris, Phan Anh Tuấn,...Tham gia trình diễn ở tuần lễ thời trang Seoul Fashion Week trong bộ sưu tập của nhà thiết kế Chung Chung Lee và nhiều nhà thiết kế khác. Giới chuyên môn nhận định Ngọc Châu thuộc danh sách những người mẫu được săn đón nhất năm 2017.

## Sự nghiệp sắc đẹp

### Hoa hậu Siêu quốc gia Việt Nam 2018
Ngọc Châu đăng quang Hoa hậu Siêu quốc gia Việt Nam 2018. Trong chung kết tại Nhà hát Walker Hill, Seoul, Hàn Quốc ở phần ứng xử, Ngọc Châu nhận câu hỏi: "Nếu được Thượng đế ban cho trí tuệ, sự quyến rũ và lòng nhân ái? Em chọn điều gì? Vì sao?". Cô trả lời: "Trong cuộc sống hiện đại, người ta ngày càng quên đi bản tính tốt đẹp sơ khai 'nhân chi sơ, tính bản thiện'. Tôi tin lòng nhân ái, sự bao dung, vị tha sẽ mang con người đến gần nhau, khiến cuộc sống tốt đẹp hơn". Á hậu 1 là Trương Mỹ Nhân, Á hậu 2 là Hoàng Vũ Hiên. Ban giám khảo cuộc thi gồm nhà thiết kế Chung Thanh Phong, siêu mẫu Minh Tú, siêu mẫu Võ Hoàng Yến, Hoa hậu Việt Nam 2010 Đặng Thị Ngọc Hân và hai doanh nhân.

### Hoa hậu Siêu quốc gia 2019
Sau các màn trình diễn cùng 76 thí sinh trên sân khấu đêm chung kết, Ngọc Châu được xướng tên vào Top 10 chung cuộc. Dù không mang về vương miện nhưng Ngọc Châu đã giành được giải thưởng phụ Người đẹp Siêu quốc gia châu Á. Trước chung kết, Ngọc Châu đã đạt thành tích giải nhì phần thi Hoa hậu Thanh lịch và vào bán kết phần thi vấn đáp. Cô có phong độ tốt suốt 3 tuần tham gia cuộc thi tại Ba Lan, liên tục nằm trong danh sách 10 thí sinh được khán giả yêu thích nhất.

### Hoa hậu Hoàn vũ Việt Nam 2022 và hành trình đầy ý nghĩa
Tạm cất danh hiệu Hoa hậu Siêu quốc gia Việt Nam 2018, Ngọc Châu bắt đầu hành trình mới tại Hoa hậu Hoàn vũ Việt Nam - cuộc thi sắc đẹp hàng đầu Việt Nam.
Trong đêm chung kết, Nguyễn Thị Ngọc Châu xuất sắc vượt qua nhiều thí sinh sáng giá để giành vương miện với ngôi vị cao nhất cùng với Á hậu 1 Lê Thảo Nhi và Á hậu 2 Huỳnh Phạm Thủy Tiên. Người đẹp đến từ Tây Ninh đã có một hành trình đầy nghị lực tại cuộc thi năm nay. 
Xuyên suốt chương trình truyền hình thực tế "Tôi là Hoa hậu Hoàn vũ Việt Nam", người đẹp sinh năm 1994 luôn là một trong những thí sinh nổi bật với những màn trình diễn ấn tượng. 
Đặc biệt, trong đêm bán kết vừa qua, Ngọc Châu xuất sắc giành hai giải thưởng phụ là "Best Body" và "Đại sứ Sinh thái và môi trường".
Trong thời khắc quan trọng nhất của đêm chung kết, dưới sự chứng kiến của hàng nghìn khán giả, Ngọc Châu tự tin thể hiện bản thân và toả sáng như mong đợi. 
Trong phần thi ứng xử của Top 3, Ngọc Châu bày tỏ: "5 năm sau Ngọc Châu vẫn sẽ là Ngọc Châu, vẫn tiếp nối hành trình chia sẻ với một trái tim nồng nhiệt và một đôi tay sẵn sàng hành động để theo đuổi chính giấc mơ của mình, là mang đến điều kiện đầy đủ về giáo dục, y tế và tình cảm cho trẻ em".
Câu trả lời song ngữ của người đẹp Tây Ninh được đánh giá là ngắn gọn, thực tế và đi vào trọng tâm. Ngọc Châu cũng hội tụ đầy đủ những yếu tố của một Hoa hậu gồm nhan sắc nổi bật, chiều cao 1,74 m, số đo ba vòng 81-60-92,5 cm, dày kinh nghiệm, hình thể, kỹ năng catwalk tốt và trả lời phỏng vấn, ngoại ngữ trôi chảy.
Cô đã xuất sắc vượt qua 70 thí sinh và sau một khoảng thời gian dài thì cô đăng quang ngôi vị cao nhất và trở thành Hoa hậu Hoàn vũ Việt Nam 2022 và cô đại diện Việt Nam tham dự Hoa hậu Hoàn vũ 2022.
Ngày 12 tháng 1 năm 2023, Ngọc Châu đại diện Việt Nam tại đấu trường sắc đẹp "khốc liệt" nhất thế giới là Hoa hậu Hoàn vũ 2022. Cô trình diễn bán kết rất tuyệt vời và ghi được dấu ấn trong lòng người hâm mộ. Không chỉ vậy phần thi trang phục áo tắm, chiếc áo choàng của cô mang tên #DreamwithChau cũng ghi được vẻ đẹp trong lòng khán giả nước ngoài. Chưa dừng lại ở đó cô chiến thắng giải bình chọn áo tắm đẹp nhất Swimsuit Cape Vote, đó cũng chính là niềm tự hào của khán giả nước nhà. Trong trang phục dạ hội cô mặc chiếc váy của nhà thiết kế Chung Thanh Phong, chiếc váy mang tên Butterfly Effect (Hiệu ứng của bướm) với sự uyển chuyển của "Lotus Walk" cô càng ghi được điểm ấn tượng của khán giả nước ngoài. Đặc biệt trong màn trình diễn dạ hội của mình, cô thực hiện động tác múa sen, được dân mạng đùa vui rằng là "Bấm quẻ" thì cô càng lộng lẫy hơn trong trang phục dạ hội của mình.
Ngày 15 tháng 1 năm 2023, chung kết Hoa hậu Hoàn vũ 2022 diễn ra với hơn 80 thí sinh. Cô bước vào phần hô tên quốc gia với "khí thế" chiến đấu hết mình. Kết quả chung cuộc, cô không có mặt trong Top 16 người đẹp nhất.

### Thành tích của Ngọc Châu trước khi đăng quang
Nguyễn Thị Ngọc Châu sinh ngày 6 tháng 12 năm 1994, cô hoạt động trong lĩnh vực thời trang với vai trò người mẫu. Tân Hoa hậu Hoàn vũ Việt Nam 2022 sinh ra và lớn lên ở Tây Ninh, bảo lưu năm học cuối cùng chuyên ngành Công nghệ sinh học thuộc Đại học Tôn Đức Thắng. Trước khi trở thành tân Hoa hậu Hoàn vũ Việt Nam 2022, Ngọc Châu đã gặt hái được một số thành công trên đấu trường sắc đẹp trong nước và quốc tế. Năm 2016, Ngọc Châu xuất sắc vượt qua nhiều thí sinh "nặng ký" để trở thành Quán quân Vietnam's Next Top Model. Khoảng thời gian sau đó, cô gái trẻ hoạt động tích cực trong giới người mẫu, trở thành tên tuổi mà nhiều nhà thiết kế "chọn mặt gửi vàng" và được săn đón hàng đầu. Đến năm 2018, đây có lẽ là quãng thời gian bước ngoặt của Ngọc Châu khi quyết định ghi danh tại cuộc thi Hoa hậu Siêu quốc gia Việt Nam và đăng quang ngôi vị cao nhất.
Siêu mẫu Ngọc Châu cũng được lựa chọn làm đại diện Việt Nam chinh chiến tại Hoa hậu Siêu quốc gia thế giới 2019. Tại đây, cô đoạt giải thưởng phụ Hoa hậu Siêu quốc gia Châu Á và được xướng tên trong Top 10 chung cuộc. Ngay thời điểm thông báo trở thành thí sinh của Hoa hậu Hoàn vũ Việt Nam 2022, Ngọc Châu nhận được sự ủng hộ lớn từ phía khán giả. Cô đã xuất sắc vượt qua 70 thí sinh và đăng quang ngôi vị cao nhất, trở thành Hoa Hậu Hoàn Vũ Việt Nam 2022.
Chính thức đảm nhận vai trò Giám đốc quốc gia của Miss Cosmo Vietnam từ 6/2024
Với những hiểu biết về lĩnh vực nhan sắc, từng có kinh nghiệm chinh chiến quốc tế, Ngọc Châu được tin tưởng để hoàn thành tốt sứ mệnh được giao. Ở vai trò Giám đốc quốc gia.
Phát triển sự nghiệp ở lĩnh vực Host / MC - Người dẫn chương trình
Hoa hậu Ngọc Châu luôn được các phóng viên, báo đài nhận xét tốt về khả năng hoạt ngôn, bản lĩnh và kỹ năng giao tiếp cực tốt; và là Best Interview của Gia đình Hoàn Vũ Việt Nam. Cô chuyên tập trao dồi kỹ năng qua các khóa đào tạo nâng cao để trở thành Người Dẫn Chương Trình chuyên nghiệp. Và thật sự Ngọc Châu đã tỏa sáng ở vai trò Host/MC cho các chương trình truyền hình thực tế như Siêu Bánh mùa 1 & 2, Top Chef, Thương vụ Bạc Tỷ và dẫn dắt các sự kiện truyền hình trực tiếp.
Bên cạnh đó, Hoa hậu Ngọc Châu luôn được tín nhiệm mời vào vị trí ghế nóng các cuộc thi sắc đẹp cấp quốc gia, tỉnh thành và các cuộc thi tôn vinh sắc đẹp và tri thức của HSSV.

## Hoạt động khác

### Truyền hình thực tế
Ngọc Châu cùng Ngọc Diễm và Tường Linh là đội quai thao trong chương trình quảng bá về du lịch và truyền hình thực tế Việt Nam Why Not tham gia chương trình còn có 2 đội nón lá và khăn rằn với sự quy tụ của nhiều hoa hậu, á hậu, siêu mẫu như Võ Hoàng Yến, Khánh Vân.

### Dự án thiện nguyện "Dream of Vietnam"[8]
Hoa hậu Ngọc Châu dành nhiều tâm huyết cho dự án 'Dream Of Vietnam' giúp đỡ những mẹ đơn thân có hoàn cảnh khó khăn để họ có cuộc sống tốt hơn. Với dự án này, Hoa hậu Ngọc Châu lần đầu được vào danh sách đề cử Nhà sáng tạo nội dung TikTok Awards Việt Nam 2023, hạng mục Celebrity Creator Of The Year.

## Thành tích
- Quán quân Vietnam's Next Top Model 2016
- Hoa hậu Siêu quốc gia Việt Nam 2018
- Top 10 Hoa hậu Siêu quốc gia 2019
  - Giải phụ: Á hậu 1 Hoa hậu Thanh lịch
  - Giải phụ Hoa hậu Siêu quốc gia châu Á 2019
- Hoa hậu Hoàn vũ Việt Nam 2022
  - Giải phụ: Top 4 Người đẹp Bản lĩnh - Đại sứ Sinh thái và Môi trường
  - Giải phụ: Best Body
- Universal Face 2022 do Mvlanuevaera bình chọn
- Đại diện Việt Nam tham gia Hoa hậu Hoàn vũ 2022
  - Giải phụ: Swimsuit Cape Vote
- Được vinh danh giải thưởng "Nghệ sĩ vì cộng đồng 2023" và "Nghệ sĩ vì cộng đồng 2024"
- Hoa hậu Ngọc Châu nhận danh hiệu Công dân trẻ tiêu biểu TPHCM năm 2024
- Đại biểu tham dự Hội Liên Hiệp Thanh Niên Việt Nam toàn quốc lần thứ IX, nhiệm kỳ 2024 - 2029

## Hoạt động đại sứ
| Năm  | Công ty                     | Sự kiện                                                                        | Ghi chú             |
| ---- | --------------------------- | ------------------------------------------------------------------------------ | ------------------- |
| 2022 | Quỹ Nâng Bước Tuổi Thơ      |                                                                                | Đại sứ nhân ái      |
| 2022 | MIA                         |                                                                                | Đại sứ thương hiệu  |
| 2022 | IJC Trang Sức Đá Quý        |                                                                                | Đại sứ thương hiệu  |
| 2022 | Nam A Bank                  |                                                                                | Đại sứ thương hiệu  |
| 2022 | SeoulSpa (SeoulCenter)      |                                                                                | Đại sứ thương hiệu  |
| 2023 | MIA                         |                                                                                | Đại sứ thương hiệu  |
| 2023 | ELISE                       |                                                                                | Đại sứ thương hiệu  |
| 2023 |                             | Lễ Hội Áo Dài TP.HCM                                                           | Đại sứ truyền thông |
| 2023 | Hoàn Yến Vũ                 |                                                                                | Đại sứ thương hiệu  |
| 2023 |                             | Cùng gom nào cho trái đất xanh, chiến dịch thu gom nylon do Limloop x TokyoLif | Đại sứ              |
| 2023 |                             | Lễ hội tại Ninh Thuận                                                          | Đại sứ truyền thông |
| 2023 |                             | Festival biển Nha Trang - Khánh Hòa.                                           | Đại sứ du lịch      |
| 2023 |                             | Destination Runway Fashion Week                                                | Đại sứ Môi trường   |
| 2023 | Royal Long An Golf & Villas |                                                                                | Đại sứ thương hiệu  |
| 2023 |                             | Siêu Mẫu Nhí Việt Nam Toàn Cầu                                                 | Đại sứ chương trình |
| 2023 | Tsubaki                     | Thắt lại giấc mơ hồng                                                          | Đại sứ chương trình |
| 2024 |                             | HIFF Liên hoan phim Quốc Tế                                                    | Đại sứ truyền thông |
| 2024 | Elise                       |                                                                                | Đại sứ thương hiệu  |
| 2024 |                             | Lễ Hội Áo Dài TP.HCM                                                           | Đại sứ truyền thông |
| 2024 |                             | Diamond Running Cup HCMC                                                       | Đại sứ truyền thông |
| 2024 |                             | Lễ Hội Văn Hóa - Áo Dài tại Sydney                                             | Đại sứ truyền thông |
| 2024 |                             | Lễ Hội Sông Nước Tp.HCM                                                        | Đại sứ truyền thông |
| 2024 | Hoàn Yến Vũ                 |                                                                                | Đại sứ thương hiệu  |
| 2024 |                             | Đại Sứ tuần lễ Du Lịch TP.HCM 2024                                             | Đại sứ truyền thông |
| 2024 |                             | Xuân Tình Nguyện 2025                                                          | Đại sứ truyền thông |
| 2024 |                             | Vietnam Aquatics Awards 2024                                                   | Đại sứ truyền thông |
| 2024 |                             | Sân chơi cầu vồng                                                              | Đại sứ nhân ái      |
| 2025 |                             | Lễ Hội Áo Dài TP.HCM                                                           | Đại sứ truyền thông |
|      |                             |                                                                                |                     |

## Chương trình truyền hình
| Năm  | Tên chương trình                                                | Vai trò                                            | Ghi chú        |
| ---- | --------------------------------------------------------------- | -------------------------------------------------- | -------------- |
| 2016 | Người mẫu Việt Nam: Vietnam's Next Top Model                    | Thí sinh                                           | Chiến thắng    |
| 2016 | Đàn ông phải thế                                                |                                                    |                |
| 2017 | Người kết nối                                                   |                                                    | Tập 33         |
| 2017 | Ai là triệu phú                                                 | Người chơi                                         | 16/5           |
| 2018 | Hoa hậu Siêu quốc gia Việt Nam                                  | Thí sinh                                           |                |
| 2019 | Hoa hậu Siêu quốc gia                                           | Thí sinh                                           |                |
| 2020 | Vì bạn xứng đáng                                                | Người chơi                                         |                |
| 2020 | Bữa trưa vui vẻ                                                 | Khách mời đặc biệt                                 |                |
| 2020 | Vietnam Why Not? (Đi Việt Nam Đi)                               | Người chơi                                         | Tất cả các tập |
| 2021 | Trời sinh một cặp                                               |                                                    |                |
| 2021 | Câu chuyện thời trang                                           |                                                    |                |
| 2021 | Giờ giải trí                                                    |                                                    |                |
| 2021 | Một trăm triệu một phút                                         | Người chơi                                         |                |
| 2022 | Hoa hậu Hoàn vũ Việt Nam                                        | Thí sinh                                           | Chiến thắng    |
| 2022 | Lời tự sự                                                       |                                                    |                |
| 2022 | Hoa khôi Sông Vàm 2022                                          | Giám khảo                                          |                |
| 2022 | Ơn giời cậu đây rồi! (mùa 8) - Tập 15                           | Khách mời                                          |                |
| 2022 | Ngọc Châu - Đường tới Miss Universe 2022                        |                                                    |                |
| 2022 | Hoa hậu Hoàn vũ                                                 | Thí sinh                                           |                |
| 2023 | Một trăm triệu một phút                                         | Người chơi                                         |                |
| 2023 | Hoa khôi Duyên dáng Đại học Ngoại Thương 2023                   | Giám khảo                                          |                |
| 2023 | Siêu Tài Năng Nhí - Tập 12                                      | Giám khảo                                          |                |
| 2023 | Super Cake - Siêu Bánh (mùa 1)                                  | Người dẫn chương trình                             |                |
| 2023 | Hoa hậu Hoàn vũ Việt Nam                                        | Đương kim Hoa hậu Người dẫn chương trình (Bán kết) |                |
| 2024 | Thương vụ bạc tỷ                                                | Người dẫn chương trình                             |                |
| 2024 | Super Cake - Siêu Bánh (mùa 2)                                  | Người dẫn chương trình (Bán kết + chung kết)       |                |
| 2024 | Én Vàng Nghệ Sỹ 2024                                            | Khách mời (Tập 5)                                  |                |
| 2024 | Nhập Gia Tùy Tục                                                | Khách mời                                          | Chiến thắng    |
| 2024 | Siêu Sao Siêu Sales                                             | Khách mời                                          |                |
| 2024 | Hoa hậu Hoàn vũ Quốc tế                                         | Khách mời                                          |                |
| 2024 | Chung kết Hoa khôi Sinh viên Việt Nam 2023                      | Giám Khảo                                          |                |
| 2024 | Chung kết cuộc thi Én Vàng - MC song ngữ                        | Giám Khảo                                          |                |
| 2024 | Chung kết Mr & Miss Idol                                        | Giám Khảo                                          |                |
| 2024 | Chung Kết Duyên Dáng Áo Dài TP.HCM 2024                         | Giám Khảo                                          |                |
| 2024 | Học Viện Cải Lương                                              | Sứ Giả Văn Hóa (Tập 5)                             |                |
| 2024 | Chung kết Cuộc thi Nói Trước Công Chúng “Head to the Spotlight” | Giám Khảo                                          |                |
| 2024 | Miss UEF                                                        | Giám Khảo                                          |                |
| 2024 | Hoa Hậu Di Sản Áo Dài Vietnam                                   | Giám Khảo                                          |                |